# Chi Tử châu
Chi Tu hú, chi Nàng nàng hay chi Tử châu (danh pháp khoa học: Callicarpa) là một chi chứa các loài cây bụi và cây gỗ nhỏ trong họ Hoa môi (Lamiaceae), nhưng đôi khi cũng được gán vào họ Cỏ roi ngựa (Verbenaceae); với số lượng loài được các nhà thực vật học khác nhau công nhận nằm trong khoảng 40-150 (APG công nhận 140 loài). Các loài này là bản địa ở miền đông và đông nam châu Á (nơi có sự sinh sống của phần lớn các loài), Australia, đông nam Bắc Mỹ và Trung Mỹ.

## Phát triển
Các loài sinh sống tại khu vực ôn đới là cây có lá sớm rụng còn các loài nhiệt đới là cây thường xanh. Các lá đơn, mọc đối, dài 5–25 cm. Hoa mọc thành cụm, màu từ trắng tới ánh hồng. Quả là dạng quả mọng có đường kính 2–5 mm và có màu từ hồng tới tía đỏ với ánh kim rất đặc biệt, rất dễ thấy trong các cụm trên các cành trần trụi sau khi lá rụng. Các quả mọng này tồn tại tốt trong mùa đông hay mùa khô và là loại thức ăn quan trọng cho sự sinh tồn của nhiều loài chim và các động vật khác, mặc dù chúng sẽ không ăn các quả này cho tới khi các nguồn thức ăn khác cạn kiệt. Các quả mọng này có tính chất làm se rất mạnh nhưng vẫn được chế biến thành rượu vang và thạch quả. Các loài Callicarpa bị ấu trùng của một số loài cánh vẩy (Lepidoptera) như Endoclita malabaricus và Endoclita undulifer phá hại.

## Các loài

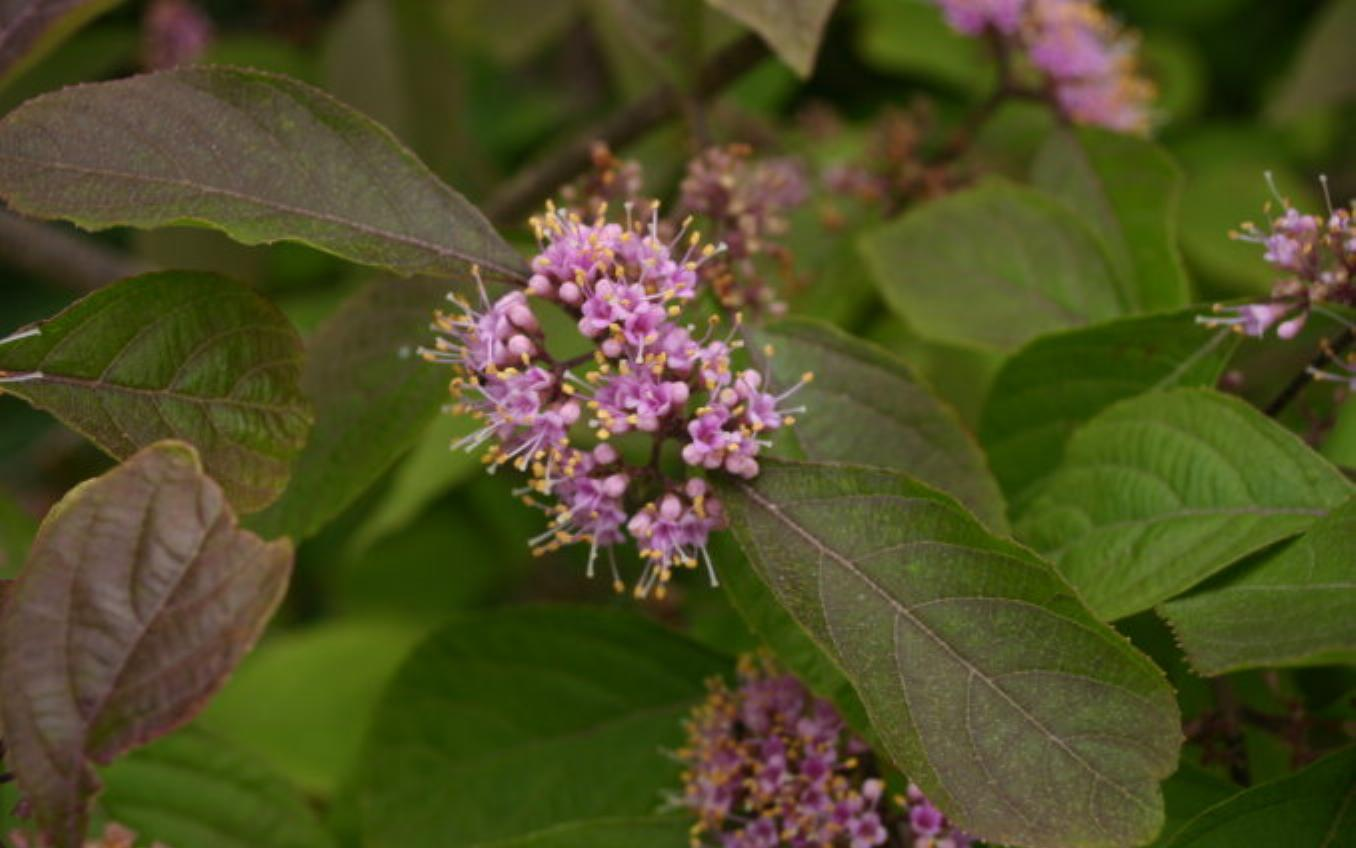
Hoa của Callicarpa bodinieri.

Danh sách dưới đây liệt kê một số loài:
1. Callicarpa aculeolata Schauer. Cộng hòa Dominica
2. Callicarpa acuminata Kunth: Tử châu lá nhọn. Châu Mỹ Latin, từ Mexico đến Bolivia
3. Callicarpa acutidens Schauer - Vietnam
4. Callicarpa acutifolia C.H.Chang - Guangxi, Guangdong
5. Callicarpa albidotomentella Merr. - Luzon
6. Callicarpa alongensis Dop - Vietnam
7. Callicarpa americana L.: Tử châu Mỹ - southeastern United States from Texas to Maryland; Cuba, Bermuda, Bahamas
8. Callicarpa ampla Schauer  - Puerto Rico
9. Callicarpa angusta Schauer  - Philippines
10. Callicarpa angustifolia King & Gamble - Indochina, southern China
11. Callicarpa anisodonta Bramley - Sulawesi
12. Callicarpa anisophylla C.Y.Wu ex W.Z.Fang: Tử châu lá lạ. Guangxi, Guangdong
13. Callicarpa anomala (Ridl.) B.L.Burtt - Sarawak
14. Callicarpa apoensis Elmer - Mindanao
15. Callicarpa arborea Roxb.: Tu hú gỗ, tử châu gỗ, phà ha.

```
- southern China, Tibet, Indian Subcontinent, Southeast Asia, Andaman Islands, New Guinea
```

1. Callicarpa areolata Urb. - Cuba
2. Callicarpa argentii Bramley - Kalimantan
3. Callicarpa badipilosa S.Atkins - Brunei
4. Callicarpa barbata Ridl. - Borneo
5. Callicarpa basilanensis Merr. - Basilan, Mindanao
6. Callicarpa basitruncata Merr. ex Moldenke - Hainan
7. Callicarpa baviensis Moldenke - Vietnam
8. Callicarpa bicolor Juss - Philippines, Sulawesi, Bismarck Archipelago, Palau
9. Callicarpa bodinieri H.Lév - Indochina, southern China
10. Callicarpa bodinieroides R.H.Miao - Guizhou
11. Callicarpa borneensis Moldenke - Borneo
12. Callicarpa bracteata Dop - Vietnam
13. Callicarpa brevipes (Benth.) Hance - Vietnam, Cambodia, southern China
14. Callicarpa brevipetiolata Merr. - Sumatra
15. Callicarpa brevistyla Munir - Northern Territory of Australia
16. Callicarpa bucheri Moldenke - Cuba
17. Callicarpa candicans (Burm.f.) Hochr. - China, Bangladesh, Southeast Asia, New Guinea, northern Australia, Micronesia
18. Callicarpa cathayana C.H.Chang - southern China
19. Callicarpa caudata Maxim. - Maluku, Philippines, Sulawesi, New Guinea, Solomon Islands, Queensland
20. Callicarpa cinnamomea (Hallier f.) Govaerts - Sulawesi
21. Callicarpa collina Diels - Guangdong, Jiangxi
22. Callicarpa coriacea Bramley - Sabah
23. Callicarpa crassinervis Urb. - Cuba
24. Callicarpa cubensis Urb. - Cuba
25. Callicarpa cuneifolia Britton & P.Wilson - Cuba
26. Callicarpa denticulata Merr. - Batan in Phlippines
27. Callicarpa dentosa (H.T.Chang) W.Z.Fang - Guangdong
28. Callicarpa dichotoma (Lour.) K.Koch - China, Japan, Korea, Ryukyu Islands, Vietnam
29. Callicarpa dolichophylla Merr. - southern China, Taiwan, Vietnam, Luzon
30. Callicarpa endertii (Moldenke) Bramley - Kalimantan
31. Callicarpa erioclona Schauer - Vietnam, Borneo, Sulawesi, Java, Philippines, New Guinea, Bismarck Archipelago
32. Callicarpa erythrosticta Merr. & Chun - Hainan
33. Callicarpa fasciculiflora Merr. - Bucas Grande in Philippines
34. Callicarpa ferruginea Sw. - Cuba, Jamaica
35. Callicarpa flavida Elmer - Mindanao, Dinagat
36. Callicarpa floccosa Urb. - Cuba
37. Callicarpa fulva A.Rich. - Cuba
38. Callicarpa fulvohirsuta Merr. - Sabah
39. Callicarpa furfuracea Ridl. - Thailand, Malaysia
40. Callicarpa gibaroana Baro & P.Herrera - Cuba
41. Callicarpa giraldii Hesse ex Rehder  - China
42. Callicarpa glabra Koidz. - Ogasawara-shoto (Bonin Islands)
43. Callicarpa glabrifolia S.Atkins - Borneo
44. Callicarpa gracilipes Rehder - Sichuan, Hubei
45. Callicarpa grandiflora (Hallier f.) Govaerts - Sumatra, Sulawesi
46. Callicarpa grisebachii Urb. - Cuba
47. Callicarpa havilandii (King & Gamble) H.J.Lam - Borneo
48. Callicarpa heterotricha Merr. - Vietnam
49. Callicarpa hispida (Moldenke) Bramley - Sabah
50. Callicarpa hitchcockii Millsp. - Bahamas, Cuba
51. Callicarpa homoeophylla (Hallier f.) Govaerts - Borneo, Sulawesi
52. Callicarpa hungtaii C.Pei & S.L.Chen - Guangdong
53. Callicarpa hypoleucophylla T.P.Lin & J.L.Wang - Taiwan
54. Callicarpa inaequalis Teijsm. & Binn. ex Bakh. - Java
55. Callicarpa integerrima Champ. ex Benth. - southern China
56. Callicarpa involucrata Merr. - Borneo
57. Callicarpa japonica Thunb. - China, Japan, Korea, Ryukyu Islands, Taiwan
58. Callicarpa kerrii Leerat. & A.J.Paton - Thailand
59. Callicarpa kinabaluensis Bakh. & Heine - Sabah
60. Callicarpa kochiana Makino - China, Japan, Vietnam, Taiwan
61. Callicarpa kwangtungensis Chun - southern China
62. Callicarpa laciniata H.J.Lam - Timor
63. Callicarpa lamii Hosok - Mariana Islands
64. Callicarpa lancifolia Millsp. - Cuba
65. Callicarpa leonis Moldenke - Cuba
66. Callicarpa lingii Merr. - Anhui, Jiangxi, Zhejiang
67. Callicarpa loboapiculata Metcalf - Guangdong, Guangxi, Guizhou, Hainan, Hunan.
68. Callicarpa longibracteata C.H.Chang - Hong Kong
69. Callicarpa longifolia Lam. - China, Southeast Asia, New Guinea, Bismarck Archipelago, Christmas Island, Queensland
70. Callicarpa longipes Dunn - Anhui, Fujian, Guangdong, Jiangxi
71. Callicarpa longipetiolata Merr. - Luzon
72. Callicarpa luteopunctata C.H.Chang - Sichuan, Yunnan
73. Callicarpa macrophylla Vahl. - China, Himalayas, Indian Subcontinent, Southeast Asia, New Guinea, Queensland
74. Callicarpa madagascariensis Moldenke - Madagascar
75. Callicarpa magnifolia Merr. - Luzon
76. Callicarpa maingayi King & Gamble - Thailand to Malaya
77. Callicarpa membranacea C.H.Chang - China
78. Callicarpa mendumiae Bramley - Sulawesi
79. Callicarpa micrantha S.Vidal - Philippines, Micronesia
80. Callicarpa moana Borhidi & O.Muñiz - Cuba
81. Callicarpa moldenkeana A.Rajendran & P.Daniel - Meghalaya
82. Callicarpa mollis Siebold & Zucc. - Japan, Korea
83. Callicarpa nipensis Britton & P.Wilson - Cuba
84. Callicarpa nishimurae Koidz. - Ogasawara-shoto (Bonin Islands)
85. Callicarpa nudiflora Hook. & Arn. - China, Himalayas, Indian Subcontinent, Indochina
86. Callicarpa oblanceolata Urb. - Cuba
87. Callicarpa oligantha Merr. - Guangdong
88. Callicarpa oshimensis Hayata - Ryukyu Islands
89. Callicarpa pachyclada Quisumb. & Merr. - Luzon, Samar
90. Callicarpa paloensis Elmer - Luzon, Leyte
91. Callicarpa parvifolia Hook. & Arn. - Nayarit
92. Callicarpa pauciflora Chun ex H.T.Chang - Guangdong, Jiangxi
93. Callicarpa pedunculata R.Br. - China, Himalayas, Southeast Asia, New Guinea, Melanesia, Australia
94. Callicarpa peichieniana H.Ma & W.B.Yu - Guangdong, Guangxi, Hunan
95. Callicarpa pentandra Roxb. - Thailand, Malaysia, Indonesia, Philippines, New Guinea, Solomon Islands
96. Callicarpa petelotii Dop - Vietnam
97. Callicarpa phuluangensis Leerat. & A.J.Paton - Thailand
98. Callicarpa pilosissima Maxim. - Taiwan
99. Callicarpa pingshanensis C.Y.Wu ex W.Z.Fang - Sichuan
100. Callicarpa platyphylla Merr. - Luzon, Polillo
101. Callicarpa plumosa Quisumb. & Merr. - Luzon
102. Callicarpa prolifera C.Y.Wu - Yunnan, Guangxi
103. Callicarpa pseudorubella C.H.Chang - Guangdong
104. Callicarpa pseudoverticillata Bramley - Sulawesi
105. Callicarpa psilocalyx C.B.Clarke - Meghalaya, Myanmar, Thailand, Cambodia
106. Callicarpa pullei (H.J.Lam) Govaerts - New Guinea
107. Callicarpa quaternifolia (Hallier f.) Govaerts - Borneo, Sulawesi
108. Callicarpa ramiflora Merr. - Philippines
109. Callicarpa randaiensis Hayata - Taiwan
110. Callicarpa remotiflora T.P.Lin & J.L.Wang - Hengchun Peninsula in Taiwan
111. Callicarpa remotiserrulata Hayata - Hengchun Peninsula in Taiwan
112. Callicarpa resinosa C.Wright & Moldenke - Cuba
113. Callicarpa reticulata Sw. - Jamaica
114. Callicarpa revoluta Moldenke - Cuba
115. Callicarpa ridleyi S.Moore - Java
116. Callicarpa roigii Britton - Cuba
117. Callicarpa rubella Lindl. - China, Himalayas, Southeast Asia
118. Callicarpa rudis S.Moore - Sumatra
119. Callicarpa ruptofoliata R.H.Miao - Guangdong
120. Callicarpa saccata Steenis - Borneo
121. Callicarpa salicifolia C.Pei & W.Z.Fang - southern China
122. Callicarpa scandens (Moldenke) Govaerts - Sabah
123. Callicarpa selleana Urb. & Ekman - Massif de la Selle in Haiti
124. Callicarpa shaferi Britton & P.Wilson - Cuba
125. Callicarpa shikokiana Makino - Japan
126. Callicarpa × shirasawana Makino  - Japan  (C. japonica × C. mollis)
127. Callicarpa simondii Dop - Vietnam
128. Callicarpa siongsaiensis Metcalf - Fujian
129. Callicarpa sordida Urb. - Dominican Republic
130. Callicarpa stapfii Moldenke - Sabah
131. Callicarpa subaequalis Bramley - Kalimantan
132. Callicarpa subalbida Elmer - Luzon, Mindoro
133. Callicarpa subglandulosa Elmer - Luzon, Negros
134. Callicarpa subintegra  Merr. - Luzon
135. Callicarpa subpubescens Hook. & Arn. - Bonin Islands, Volcano Islands
136. Callicarpa superposita Merr. - Borneo
137. Callicarpa surigaensis Merr. - Samar, Mindanao
138. Callicarpa takakumensis Hatus - Mt. Takakuma in Japan
139. Callicarpa teneriflora Bramley - Kalimantan
140. Callicarpa thozetii Munir - Queensland
141. Callicarpa tikusikensis Masam. - Taiwan
142. Callicarpa tingwuensis C.H.Chang - Guangdong
143. Callicarpa toaensis Borhidi & O.Muñiz - Cuba
144. Callicarpa tomentosa (L.) L. - Indian Subcontinent, Myanmar, Thailand, Malaya
145. Callicarpa × tosaensis Makino - Japan   (C. japonica × C. kochiana)
146. Callicarpa vansteenisii Moldenke - Sumatra
147. Callicarpa vestita Wall. ex C.B.Clarke - eastern Himalayas, Nepal, Bangladesh, Bhutan, Assam
148. Callicarpa woodii Merr. - Borneo
149. Callicarpa wrightii Britton & P.Wilson - Cuba
150. Callicarpa yunnanensis W.Z.Fang - Yunnan, Vietnam

## Thành phần hóa học
Bốn hợp chất dường như gây ra tác dụng làm se đã được cô lập. Đó là borneol, callicarpenal, intermedeol và spathulenol. Phát hiện và sử dụng callicarpenal của ARS trực thuộc USDA đã được cấp bằng sáng chế trong vai trò tác nhân xua đuổi muỗi